# Betrayer
Betrayer – polska grupa muzyczna wykonująca death metal. Powstała w 1989 roku w Słupsku w składzie Wojciech "Molly" Moliński (perkusja, śpiew), Maciej "Northon" Maciejewski (gitara), Mariusz "Morris" Zieliński (gitara) oraz Maciej Różański (gitara basowa). Grupa oscylowała wówczas w gatunku thrash metal. Po opuszczeniu zespołu przez dotychczasowego basistę Macieja Różańskiego i zarazem dołączenia do zespołu Piotra "Beriala" Kuzioły, zespół zmienił styl na death metal. 
Śmierć Mariusza Zielińskiego wymusiła na zespole poszukiwania nowego muzyka. Stał się nim były gitarzysta koszalińskiej formacji Slaughter Maciej "Ripper" Krzysiek. Konflikt w zespole, mający swoją kulminację po koncercie w Jarocinie'92 spowodował, iż zespół opuścił gitarzysta Maciej "Northon" Maciejewski. Jego miejsce, po długich poszukiwaniach zajął Marcin "Ryju" Rojewski, muzyk słupskiego Mortify. W tym składzie grupa gra do końca swego istnienia. Za oficjalne zakończenie działalności zespołu uważa się koncert w Jarocinie w 1994 roku.
W 2013 roku zespół wznowił działalność.

## Dyskografia
- Forbidden Personality (demo, 1990, wydanie własne)[1]
- Necronomical Exmortis (demo, 1991, Carnage Records)[1]
- Calamity (album, 1994, Morbid Noizz Productions, Nuclear Blast Records)[1]
- Calamity / Necronomical Exmortis (kompilacja, 2004, Apocalypse Productions)[1]
- Infernum in Terra (album, 2015, Mystic Production, Witching Hour Productions)[4]

## Nagrody i wyróżnienia
| Rok  | Kategoria                           | Nagroda                       | Nota        |
| ---- | ----------------------------------- | ----------------------------- | ----------- |
| 1991 | Album roku (Forbidden Personality ) | Plebiscyt Thrash'em All, 1990 | 25. miejsce |
| 1992 | Zespół roku                         | Plebiscyt Thrash'em All, 1991 | 4. miejsce  |
| 1992 | Album roku (Necronomical Exmortis)  | Plebiscyt Thrash'em All, 1991 | 2. miejsce  |